# 唐渡亮
唐渡 亮（からと りょう、1965年5月16日 - ）は、日本の実業家。エンターテインメントプロデューサー、元俳優、元モデル。俳優時代に創設した『劇団enjin・エンジン』の座長。2024年現在合同会社NOBU INTERNATIONAL/Enjin株式会社の代表取締役を兼任する。大阪府出身。

## 来歴
高校卒業後、遊びに行った先の動物園でスカウトされ、オスカープロモーションに所属。同時にミヤケイッセイデザイン事務所に入社し、イッセイミヤケの広告モデルとして出演する。アパレル分野では「TOKIOKUMAGAI」のボディーを務めた。25歳で俳優へ転身。このころ、本物のアクションを身につけるため、渋谷区代官山の新日本キックボクシング協会井原道場に入門・ウェルター級でプロライセンスを取得し、白井・具志堅スポーツジムで具志堅用高から指導を受ける。後輩には格闘家の魔裟斗がいる。
1996年、『闇のパープル・アイ』の出演をきっかけにブレイク。ブレイク後は順調に俳優としての人生を歩んでいた。しかし1999年、ドラマの撮影中に声が出なくなり、病院で診察を受けたところ、「喉頭腫瘍異型癌」と診断され約2年半に及ぶ闘病生活を送る。闘病中は入退院を繰り返し、その間計6回の全身麻酔手術を受けている。大きな手術後は闘病生活中も俳優としての仕事に復帰した。
1998年、劇団「THE東京ピチピチBOYS」を創設するが、2004年に譲渡。2005年、劇団「チームうるし」を創設するが一年間のみ契約し、その後解散。2006年、有限会社「アルガアーティストプロダクション」を資本金300万円で設立。プロダクション名は本人の好きな言葉「あるがまま」を引用し、アルガアーティストプロダクションと名付ける。
2009年2月、取材をきっかけに横乗りスケートボードであるフリーラインスケートに興味を持ち、任意団体の日本フリーラインスケート振興会（現日本フリースケート振興会）の理事み就任し、無償で試乗会会場を数多く提供した。
2010年、芸能プロダクションとの契約を再開。2012年、自身の今までの経験、スキルを地域に還元したいという想いから、地域活性化イベントに精力的に取り組む。同年、地域から俳優を輩出するプロジェクト「office jimo-to」を立ち上げ、「JK jimo-to style」などのヘアー・ファッションショーのプロデュースを行っている。
2013年、立川俊之（元大事MANブラザーズバンド）が代表をする「T's Office」と業務委託契約を始める。同年、取材をきっかけに、モータースポーツレーシングチーム監督に就任。
2016年2月、エンジングループとして、エンジンプロダクション株式会社・エンジンエンターテイメント株式会社・お役立ち本舗株式会社を経営展開する中で、人材派遣・旬のツアー企画・ケータリングサービスなども行う。
2018年1月、地域包括とエンターテイメントを複合した、エンジンのプロデュースを始める。同年3月、「いつまでも美しく粋に生きる」を企業理念とし、アピアランスから心の癒しに繋がる「総合美」を完全プロデュース。同年4月、アクターズスクール生を募集しプロとしての俳優育成を本格始動。同年11月、「Enjin株式会社」東京事務所設立。
2019年10月25日、TBS系列『爆報! THE フライデー』によると、株式会社伊豆シャボテン動物公園の代表である吉村氏の声掛けで株式会社伊豆ドリームヴィレッジの総責任者として、アトラクション事業部ならびに新規事業である、グランピング施設事業の立ち上げを行っている。
2020年2月12日、日刊ゲンダイ12日発行13日版17面によると、最高月収1億2,000万の俳優人生と現在を総称し「ジェットコースターのような人生」を追っている。2月16日、前述のグランピング事業・ぐらんぱる公園アトラクション事業をオープンさせ、伊豆シャボテンヴィレッジの村長として、埼玉県滑川町に移住その後、ゼネラルマネージャーとして新宿テルマー湯の2号店にあたる「グランピングテルマー湯滑川店」、10月26日に同施設グランピング施設をグランドオープンさせた。
2023年8月　Enjin株式会社本社を渋谷区代々木に移転。
2023年10月より、エンターテインメントの演技スクールを再開している。IRによると、同11月よりインフルエンサー事業を開始し、大手プロダクションとIT・AI企業との連携による、新世代型プロジェクトを開始している。
2023年12月には、ハリウッドとのキャスティング事業としてNOBU　INTERNATIONALを設立。アメリカロサンゼルスの制作会社IKI Entertainment LLCと業務提携を開始し、エンターテインメントのグローバル化を行っている。IRによると、付随してアメリカとの貿易事業も開始している。

## 人物
- 茨木市立水尾小学校に入学、野球を始める。小学校6年生の時に、生徒会長になったこともあった。
- 茨木市立南中学校で野球部活動。滋賀県の比叡山高等学校へ進学。野球に打ち込む日々を送っていた。
- 学生時代、エスモードジャポン東京に入学、デザイナーとしての勉強を習得し卒業。
- 俳優としてのスキルアップのため、ニューヨークアクターズ・スタジオの東洋人初の正会員であるゼン・ヒラノに師事し『メソッド・アクティング』を学んでいた。
- 闘病生活中での勉強を生かし、慶應大学文学部人間科学科に合格するも、俳優業との時間が噛み合わないことから、一年で中退。
- 自らが体験した「癌との闘い」をベースに「命のありがたさ」をテーマとした講演活動を2011年から始める。

## 出演

### 映画
- あぶない刑事リターンズ（1996年、東映） - 山本 役
- サソリ 殺す天使　(女囚さそりシリーズ)（1998年、ビジョンスギモト）
- アンドロメディア（1998年、松竹） - 高中サトシ 役
- ドリームメーカー（1999年、東映） - 赤坂 役
- 劇場版 仮面ライダーアギト PROJECT G4（2001年、東映） - 水城史朗 役
- 新 影の軍団シリーズ（2003年） - 雪乃丈 役
  - 新 影の軍団III 地雷火
  - 新 影の軍団IV 地雷火
- 戦国自衛隊1549（2004年、東宝）
- ミラーマンREFLEX（2006年、バップ） - 影山鑑 / ミラーマン 役
- スケバン刑事 コードネーム=麻宮サキ（2006年、東映） - 時郎の仲間 役
- 子猫の涙（2007年、トルネード・フィルム） - 松永 役
- 蒼き狼 〜地果て海尽きるまで〜（2007年、松竹） - イェケ・チレド 役
- 茶々 天涯の貴妃（2007年12月、東映） - 木村重成役
- 呪報2405 ワタシが死ぬ理由（2014年3月19日） - 榎木田克己 役

### テレビドラマ
- 闇のパープル・アイ（1996年、ANB） - 小田切貢 役
- FiVE（1997年、NTV） - 淀橋幸世 役
- Dの遺伝子　Fiction Documentary（第20回）コールドスリープ（1997年9月1日、CX）
- ウイークエンドドラマ「幻想ミッドナイト（第2夜）怪物たちの夜」（1997年10月11日、ANB）
- ベストパートナー（1997年10月 - 12月、TBS）
- お仕事です!（1998年、CX） - 城島武樹 役
- 冷たい月（1998年、NTV） - 近藤圭司 役
- スウィートデビル 第5話「失恋クルーザー事件」（1998年、ANB） - 風間 役
- 月曜ドラマスペシャル「目主婦・山科冬子　私は夫に殺される!・3億円ダイヤをめぐる連続殺人に巻き込まれた美人主婦!」（1999年5月17日、TBS）
- 連続テレビ小説「すずらん」（1999年、NHK） - 二宮勇介（青年期） 役
- 熱血!周作がゆく（2000年10月19日 - 12月14日、ANB） - 遠山金四郎 役
- 部長刑事シリーズ・シンマイ。 第13話・第23話（2001年、ABC）
- 天国に一番近い男 第2シリーズ 第11話「炎のガチンコファイト」（2001年6月22日、TBS） - 苫米地剛（元全日本チャンピオン） 役
- バトル・ファミリー〜私、恋します！〜 （2001年11月 - 2002年1月、CBC） - 城崎 役
- バブル（2001年、NHK） - 山形荘一郎 役
- 金曜エンタテイメント「着物デザイナー黛涼子の推理紀行3　雪女伝説殺人事件」（2002年3月1日、CX） - 新進着物作家：間宮修一郎 役
- 月曜ミステリー劇場（TBS）
  - 横山秀夫サスペンス 沈黙のアリバイ（2002年7月8日） - ベテラン刑事：田中 役
  - 横山秀夫サスペンス 第三の時効（2003年2月24日） - 田中裕二 役
- 科捜研の女 第4シリーズ 第4話「哀しき偽装結婚! 死を呼ぶ京髪飾り」（2002年、ANB）
- 土曜ワイド劇場（ANB）
  - 「松本清張没後10年記念 黒の奔流」（2002年9月28日） - 杉山伸一 役
  - 「保険調査員ハナコ・時価一億円の女」（2006年3月4日） - 西崎哲夫 役
  - 「私は代行屋! 事件推理請負人3 不倫医師殺人! 銀座ホステスを襲う謎の黒革の手帳!?」（2014年11月15日）
- 子連れ狼 第1シリーズ 第9話「一刀対烈堂!大五郎に捧げる父の愛!」（2002年12月9日、EX） - 柳生蔵人 役
- 火曜サスペンス劇場「検事霞夕子20 夏の記憶　助けた少女の義父の白日夢－失意の女を殺人に導く死亡記事」（2003年1月21日、NTV）
- 17歳夏。seventeen 第3話「丸居沙矢香「ひざ!」」（2003年8月2日、ABC） - プールの監視係・高井久信
- 松本清張サスペンス特別企画「霧の旗」（2003年9月6日、TBS） - 杉浦健次 役
- 女と愛とミステリー「和泉教授夫妻シリーズ3 夏泊殺人岬」-吉野義久 君根則和  役（2003年11月2日、TX）
- 子連れ狼 第3シリーズ 第1話「父と子、最後の旅路！生きるのだ・・・大五郎」（2004年、EX） - 柳生蔵人 役
- 時空警察　捜査一課　PART4「坂本龍馬暗殺犯を探せ!!」（2004年9月29日、NTV）
- 東京ミチカ 第4話（2004年、CX）
- よい子の味方（2004年、TBS） - 松浦豊 役
- 聞かせてよ愛の言葉を（2005年2月 - 5月、TBS） - 橋田彰浩 役
- 火曜ドラマゴールド「輝く女シリーズ2　カリスマ占い師殺人鑑定」（2006年12月12日、NTV）
- H-code〜愛しき賞金稼ぎ〜（2007年、ABC） - ハラダ 役
- 鞍馬天狗 第6話（2008年2月、NHK）- 谷津慎之介 役
- シバトラ 第3話（2008年7月22日、CX）
- 大人の自由時間（2008年12月26日、BS11）
- 特命係長 只野仁 4thシーズン 第38話「小さな訪問者」（2009年2月26日、EX） - ヤクザのボス 役
- 歴史秘話ヒストリア（2009年6月24日、NHK） - 坂本龍馬 役
- 泣いたらアカンで通天閣（2013年3月25日 - 27日、YTV） - ツレコミ 役
- 十津川警部シリーズ53 伊豆・踊り子号殺人ルート〜消えた一億円の謎〜（2014年10月20日、TBS） - 細川信彦 役
- 私は代行屋!3（2014年11月15日、ABC）

### バラエティ
- 世界ウルルン滞在記（MBS）
  - コロンビア編（2006年5月28日）
  - ロシア編
  - フィリピン編
- 激カラ!（2008年11月6日 - 2009年4月、びわ湖放送） - レギュラー

### オリジナルビデオ、Vシネマ
- 首都高速トライアルMAX（1996年、にっかつ）
- ラストブロンクス -東京番外地-（1996年10月18日、ゼネラル・エンタテイメント） - 黒澤透 役
- チンピラ仁義　新・極楽とんぼ（1996年11月8日） - 高中サトシ 役
- 実録 最後の総会屋（2001年、GPミュージアムソフト）- カミゾノマモル 役
- 修羅のみち 第9話・第10話（2004年3月12日・5月14日） - 森村 役
- 新・日本の首領（2004年、 GPミュージアムソフト） - 衆議院議員 遠山悟 役
- 誇り高き野望 第1話 - 第6話（2005年 - 2006年、アネック）- 森田組直参砂川組 郷原義彰 役
- 平成武士道　派遣ザムライ（2005年）
- 六人の用心棒（2006年）

### 舞台
- 胡蝶の部屋（2002年、三越劇場）
- チームうるし 座長公演(12回)（2004年）
- ゼロレインジ公演（2005年） - 特別出演
- 劇団DIESEL 猿人（2008年）
- 大奥 男組舞台（2012年）
- リアルタイムドラマ「ジオラマ」（2013年11月1日、椿山荘 / ニコニコ動画（生放送））

### CM
- コカコーラ
- オンワード
- JALアイル
- VISARUNO（マルイイメージキャラクター）
- アサヒ ビアウォーター
- Docomo
- TOYOTA
- 資生堂
- ONWARD
- NEC
- RICOH
- PENTAX
- 新日鉄
- YAMAHA
- アルマーニ
- イッセイミヤケ

### CMナレーション
- フォルクスワーゲン GTi（2005年）
- ドラフトギネス（2005年）

### ラジオ
- ウインズの情熱サンデー（FM OSAKA）
- Traveler's Music（石垣コミュニティーエフエム（FMいしがきサンサンラジオ））

### ファッションショー
- スウェーデンコレクション
- 東京コレクション（2006年 - 2008年）
- パリ・コレクション

### 書籍
- クローゼットを開けた時

### 掲載
- 読売新聞
- ソニー生命
- アフラック
- 日刊ゲンダイ

### 講演
- 「生きる」（2012年 - ）